# 5. spor-løsningen
5. spor-løsningen var en foreslået løsningsmodel på en af de største flaskehalse i det danske jernbanenet, strækningen mellem København og Ringsted, hvor det blev foreslået at bygge et ekstra spor langs den eksisterende jernbane mellem Hvidovre og Høje Taastrup. Denne løsning blev kaldt for "5. sporsløsningen", da den ville øge antallet af spor på strækningen fra fire til fem.

## To løsninger
Indtil en beslutning blev taget i Folketinget i oktober 2009, var der mange løsningsforslag til hvordan man kunne fjerne flaskehalsen. I marts 2007 vedtog Folketinget projekteringsloven,  som fastlagde, at to løsninger skulle undersøges: "5. sporsløsningen" og "Nybygningsløsningen".

## Det ekstra spor
Sporet ville have været ført på sydsiden af de eksisterende spor mellem Hvidovre og Høje Taastrup. Sporet ville således blive en del af den strækning mellem København og Roskilde, der deles af Nordvestbanen, Vestbanen og Sydbanen. Modsat nybygningsløsningen skulle et anlæg af et 5. spor have været afstemt med udskiftningen af Banedanmarks signaler, der først forventes gennemført i 2020. 

## Andre anlæg
5. sporsløsningen indeholdt også
- en modernisering af godsbanen mellem Ny Ellebjerg og Hvidovre
- en bro eller tunnel, der kunne føre godstog fra kombiterminalen syd for sporene i Høje Taastrup til det nordligste spor.
- et vendesporsanlæg i Roskilde
- et ekstra spor mellem Kværkeby og Roskilde.

## Kritik
Der var stor debat om løsningerne. Og inden Folketinget i marts 2007 vedtog, at de to løsninger skulle undersøges yderligere, var der generelt mest opbakning til Nybygningsløsningen via Køge. Derfor har de yderligere undersøgelser været kritiseret af flere trafikforskere. 
I forbindelse med Infrastrukturkommissionens arbejde udgav Trafikstyrelsen og Vejdirektoratet et arbejdspapir, hvori de konkluderede:
| Citat | Begge løsninger vil give ekstra kapacitet, men kun den nye bane indeholder tilstrækkelig kapacitet på længere sigt, hvorfor en 5.sporsløsning efterfølgende må forventes fulgt op af yderligere spor på strækningerne København – Høje Taastrup og Roskilde – Ringsted. En ny bane vil være en forudsætning for at muliggøre fremtidig højhastighedstogdrift. | Citat |
|       | |       |

DSB var tidligere fortaler for 5. sporsløsningen,  men skiftede i forbindelse med offentliggørelsen af Infrastrukturkommissionens rapport holdning og går nu ind for nybygningsløsningen. 
5. Sporsløsningen ville ikke have givet nogen forbedring af transporttiden mellem København og Odense,  og dermed ville løsningen ikke have opfyldt timemodellen, en visionen fra 6-by-samarbejdet, der vil have rejsetiden mellem Danmarks største byer ned på en time. 